# معتقدات أنيشينابي التراثية

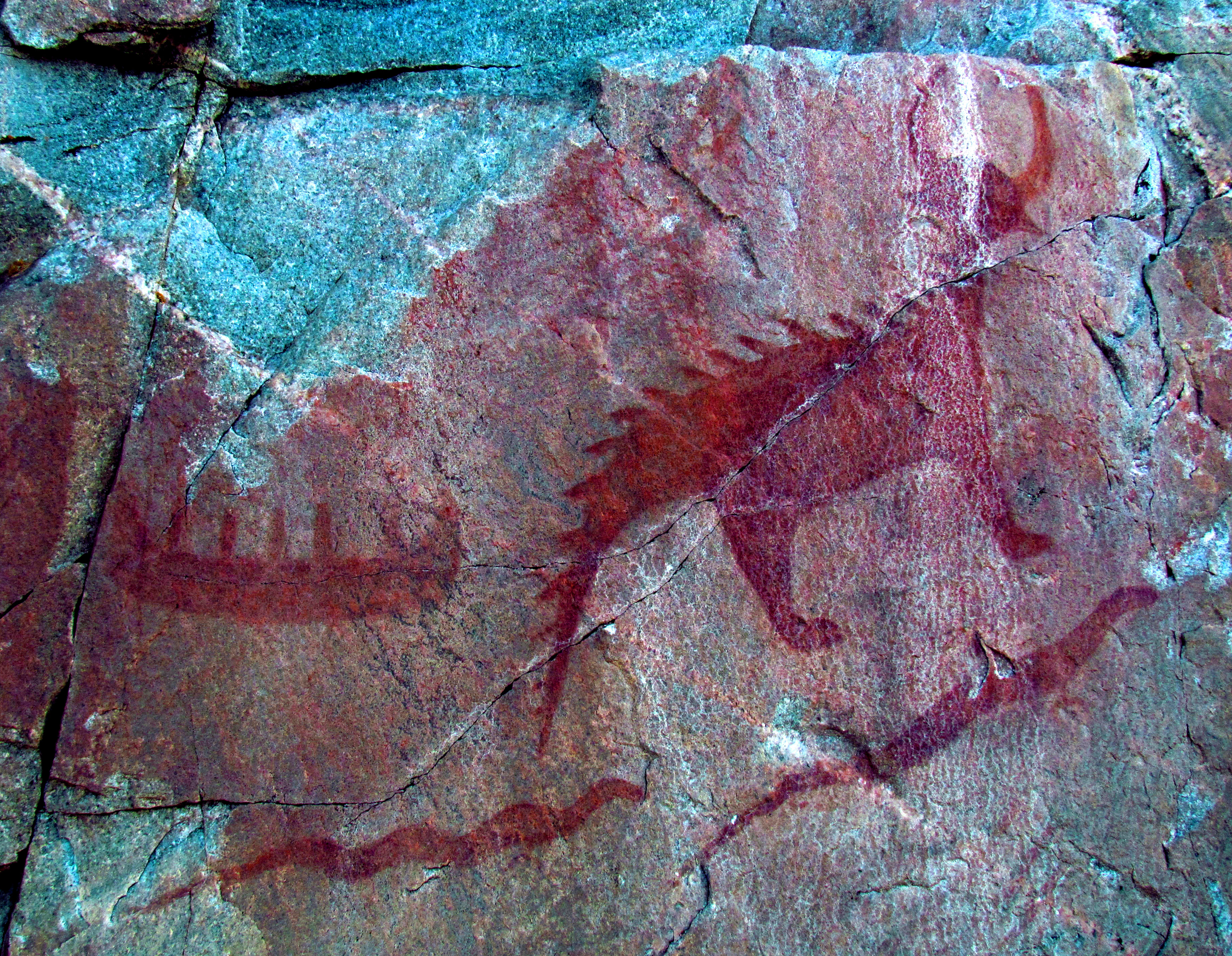
رسم توضيحي لميشيبيزو بالإضافة إلى ثعبانين عملاقين وزورق، من متنزه بحيرة سوبيريور الإقليمي، أونتاريو، كندا. منسوب إلى الأوجيبوي.

المعتقدات الأنيشينابية التراثية أو التقليدية (بالإنجليزية: Anishinaabe traditional beliefs)‏، تغطي معتقدات أنيشينابي التقليدية نظام المعتقدات التقليدي لشعوب أنيشينابيغ، التي تتكون من ألغونكوين/نيبيسينغ، وأوجيبوا/شيبيوا/سولتو/ميسيساوجا، وأوداوا، وبوتاواتومي، وأوجي-كري، والتي تقع أساسًا في منطقة البحيرات العظمى في أمريكا الشمالية.

## الجمعيات الطبية
لدى الأنيشينابي أربع جمعيات طبية مختلفة.

### ميديويوين
الميديوين (ويُكتب أحيانًا Midewin وMedewiwin) هي جمعية الطب الكبرى للمجموعات الأصلية في مناطق ماريتايمز ونيو إنجلاند والبحيرات العظمى في شمال أمريكا. يُطلق على ممارسيها اسم "ميديو" وتسمى ممارسات الميديوين بـ "المايدي". جمعية الميديوين هي ديانة أرواحية سرية تتطلب تنشئة روحية، ثم تتقدم إلى أربعة مستويات من الممارسين، يُطلق عليهم "درجات". أحيانًا يُشار إلى الميديوين الذكور بالميديوينيني، والترجمة في بعض الأحيان تكون بشكل غير دقيق إلى "رجل الطب".

### وأبانووين
وأبانووين (أو يُكتب أحيانًا Wabuowin وWabunohwin وWabunohiwin) هي جمعية الفجر، وتُلقب في بعض الأحيان بشكل غير صحيح بـ "جمعية الفجر السحري". ممارسوها يُسمون بوأبانوو وتُشير ممارسات وأبانووين إلى الوأبانو. وأبانووين هم جمعية مميزة من الرائين. وعلى غرار الميديوين، تعتبر وأبانووين ديانة أرواحية سرية تتطلب تنشئة روحية كذلك. ولكن على عكس المايدي، فإن الوأبانو قد يكون لديهم أحيانًا مستويين وأحيانًا أربعة مستويات. هذا التباين يعتمد على المحفل الخاص بهم. وقد حبس وسجن أفراد وأبانووين بشكل ممنهج في المستشفيات العقلية من قبل حكومة الولايات المتحدة في أواخر القرن التاسع عشر وبداية القرن العشرين. ونتيجة لهذا الاضطهاد، ذهب وأبانووين للعيش تحت الأرض وبدأوا بالظهور من جديد بعد تمرير قانون حرية الدين الهندي الأمريكي. وتُحفظ طقوسهم وتقاليدهم بعناية شديدة.

### جييساكييوين
تُعرف جييساكييوين أيضًا باسم الخيمة المهتزة أو خيمة المشعوذ. وهذه تعد، بين الأنيشينابغ، ممارسة روحية قوية ومحترمة بشكل خاص. أولئك الذين تدربوا منذ الطفولة يُطلق عليهم اسم جاسكيد أو جيساكيوينيني، المعروفين أيضًا باسم "الرائي" أو "عراف الخيمة المهتزة".

## قصص الهجرة
وفقًا للتاريخ الشفهي للأنيشينابيج، فقد عاشوا في الأصل على شواطئ "المياه المالحة العظيمة" (من المفترض أنها المحيط الأطلسي بالقرب من خليج سانت لورانس). لقد أمرهم سبعة أنبياء باتباع صدفة مييجيس (miigis) المقدسة (ودعة بيضاء) باتجاه الغرب، حتى وصلوا إلى مكان ينمو فيه الطعام على الماء. بدأوا هجرتهم في وقت ما حوالي عام 950، وتوقفوا عند نقاط مختلفة عدة مرات على طول الطريق، وأهمها عند باويتيغونغ، سولت سانت ماري، حيث مكثوا لفترة طويلة، وحيث قررت مجموعتان فرعيتان البقاء (أصبحتا بوتواتومي وأوداوا). في النهاية، بعد خدعة قامت بها عشيرتان، سافرت العشائر الأخرى غربًا ووصلت إلى أراضي الأرز البري في مينيسوتا وويسكونسن (الأرز البري هو الغذاء الذي ينمو على الماء) وصنعوا مونينغوانيكانينغ مينيس (Mooningwanekaaning minis)، أي (جزيرة مادلين: "جزيرة الوميض ذات العمود الأصفر") عاصمتهم الجديدة. في المجمل، استغرقت الهجرة حوالي خمسة قرون.
بعد الهجرة كان هناك تباعد ثقافي يفصل بين قبيلة بوتواتومي وشعب أوجيبوا وأوتاوا. على وجه الخصوص، لم يتبنى بوتاواتومي الابتكارات الزراعية التي اكتشفها أو اعتمدها الأوجيبوا، مثل مجمع محاصيل الأخوات الثلاث، والأدوات النحاسية، والزراعة التعاونية الزوجية، واستخدام الزوارق في حصاد الأرز.

## أهمية رواية القصص
يعد سرد القصص أحد أهم جوانب حياة أنيشينابي. يعتقد العديد من شعب الأنيشينابي أن القصص تخلق عوالم، وهي جزء أساسي من وسائل التواصل بين الأجيال عن طريق التعليم والاستماع، وتسهل الاتصال بالعالم الطبيعي غير البشري. غالبًا ما تُعتبر رواية القصص الشفهية غير مهمة في المجتمع الاستعماري الاستيطاني؛ ومع ذلك، فقد تم استخدام هذا الشكل من التواصل والاتصال والتعليم لعدة قرون، ولا يزال يستخدم لتمرير معتقدات أنيشينابي التقليدية عبر الأجيال.
غالبًا ما يُستخدم سرد القصص لتعليم دروس الحياة المتعلقة بالمعتقدات التقليدية والحالية. في قصص أنيشينابي التقليدية، يعد نانابوش وأميك (القندس) ونوكوميس (شخصية الجدة) شخصيات مهمة. تتميز قصص أنيشينابي بأنشطة وأعمال تلزم أن يُشارك فيها الجيل الصاعد، وهو أمر مهم بين شعوب أنيشينابي، مثل: المشاركة في الاحتفالات، وتجربة أفكار وأشخاص جدد، والتفكير في نتائج الأحداث. تحمل قصص نانابوش رسالة إلى الشباب من السكان الأصليين مفادها أنه لا بأس من ارتكاب الأخطاء، وأن الأمور ليست دائمًا بالأبيض والأسود. وهذا يختلف عن العديد من الروايات الاستعمارية الاستيطانية التي عادة ما تحدد بوضوح شخصيات القصة على أنها جيدة أو سيئة.
أميك (القندس) هو كائن في قصص أنيشينابي التقليدية يخلق عوالم مشتركة. تعمل وتحرص قصص إبداعات أميك وكيف يعلم أميك طفلهما عن العالم على توفير فهم أكبر للعلاقات وما هو مهم في الحياة. نوكوميس (الجدة) هي كائن آخر من فولكلور أنيشينابي. عادةً ما تُستخدم قصص نوكوميس ونانابوش لتعليم دروس الحياة المهمة.
يخلق سرد القصص عبر الأجيال رابطة بين شيوخ القبائل والسكان الأصليين الأصغر سنًا. يُعرف كبار السن باسم "حفظة المعرفة" ويحظون باحترام كبير لمعرفتهم بالقصص واللغة والتاريخ. يتطلب التدريس من خلال رواية القصص وتعلم الاستماع والفهم وجود علاقة قوية بين الراوي وأولئك الذين يستمعون إلى القصة. وبهذه الطريقة، يربط سرد القصص بين أجيال من شعب أنيشينابي.

### قصص نانابوزهو
نانابوزهو (المعروف أيضًا بمجموعة متنوعة من الأسماء والتهجئات الأخرى، بما في ذلك وينابوزو ومينابوزو ونانابوش) هو شخصية محتالة وبطل ثقافي يظهر كبطل سلسلة من القصص التي تعمل كمعتقد أصليٍّ أنيشينابيٍّ. تحكي الدورة، التي تختلف إلى حد ما من مجتمع إلى آخر، قصة بداية نانابوزهو، ومولده، ومغامراته التي تلت ذلك، والتي تنطوي على التفاعلات مع الكائنات الروحية والحيوانية، وخلق الأرض، وإنشاء ميديويوين. وتشرح دورة الأسطورة أصل العديد من التقاليد، بما في ذلك عادات الحِداد، والمعتقدات حول الحياة الآخرة، وخلق نبات "أسيماء" المقدس (التبغ). وبالإضافة لذلك، هُناك قصص شينغبيس، وقصص إياسي.

## علاقتهم مع كل شيء
في المعتقد التقليدي لأنيشينابي، كل شيء في البيئة مترابط وله علاقات مهمة مع الأشياء المحيطة به. يُنظر إلى غير البشر، والأنظمة البيئية على أنها ذات قيمة وأهمية كبيرة، بالإضافة إلى البشر. إحدى هذه العلاقات في موطن أنيشينابي (ما يُعرف الآن بمنطقة البحيرة العظمى) هي بين nmé (سمك الحفش في البحيرة)، والمانومين (الأرز البري)، والنيبي (الماء)، والبشر. وتضرب بمثل هذه العلاقات الأمثال في القصص المماثلة الأخرى. على سبيل المثال، في كتابها "تاريخ قصير للحصار"، تروي ليان ب. سيمبسون قصة عن أميك (القندس)، قائلة "إنهم [القنادس] يوافقون على التخلي عن أجسادهم لمساعدة النيشنابيغ في إطعام أسرهم".
يمكن الاستمرار في استخدام هذه العلاقات بين البشر والآخرين غير البشر في الأوقات الحالية فيما يتعلق بالحفظ والبيئة. فوفقا لباحث بوتاواتومي كايل ب. وايت، "... يميل دعاة الحفاظ على البيئة والترميم من السكان الأصليين إلى التركيز على الحفاظ على نباتات معينة تتشابك حياتها محليا - وغالبا على مدى أجيال عديدة - في علاقات بيئية وثقافية واقتصادية مع المجتمعات البشرية والأنواع الأخرى غير البشرية. إن فهم العلاقات بين البشر والآخرين غير البشر يقوي الرغبة في احترام البيئة وممارسة الحفاظ على نيشنابيج.

## تعاليم الأجداد السبعة
تعاليم الأجداد السبعة هي مبادئ توجيهية تقليدية لعيش حياة طيبة لا تزال قيد الاستخدام من قبل شعوب أنيشنابي اليوم. (ينتمون إلى قبائل بوتواتومي وأوجيبوي على وجه التحديد.) وتشمل هذه التعاليم: الحكمة، والاحترام، والحب، والصدق/الأمانة/الاستقامة، والتواضع، والشجاعة، والحقيقة، ومن المفترض أن تمارس تجاه الإنسان والأرض وكل شيء في البيئة. وفقًا لما ذكرته ليان ب. سيمبسون في كتابها "تاريخ قصير للحصار"، فإن تعاليم الأجداد السبعة "... تم إهداؤها إلى النيشنابيج من قبل سبعة أسلاف، وهم مجموعة من الحكماء والمستشارين المحبين الذين قاموا بتعليم طفل صغير هذه الممارسات كما هو مسجل في إحدى قصصنا المقدسة." ولكل من التعاليم حيوان يمثله.

## روابط خارجية
- Schneider, Karoline. "The Culture and Language of the Minnesota Ojibwe: An Introduction". Kees' Ojibwe Page. مؤرشف من الأصل في 2022-10-02. اطلع عليه بتاريخ 2007-04-01.
- Text to the "Ojibwe Prayer to a Slain Deer"
- Ojibwe Waasa-Inaabidaa—PBS documentary featuring the history and culture of the Anishinaabe-Ojibwe people of the Great Lakes (United States-focused).